# Agostino Piol
Agostino Piol (Limana, 8 gennaio 1924 – Giaveno, 9 ottobre 1944) è stato un militare e partigiano italiano,  decorato di medaglia d'oro al valor militare alla memoria nel corso della seconda guerra mondiale.

## Biografia
Nacque a Limana vicino a Belluno l'8 agosto 1924, figlio di Eliodoro e Brigida Zuccotti. Da giovane, con la famiglia si trasferì a Rivoli, in provincia di Torino, e trovò lavoro come operaio calibrista presso gli Stabilimenti "Giustina di Torino". Celibe, nel maggio 1943 fu arruolato come alpino nel Battaglione alpini "Exilles" del 3º Reggimento alpini per combattere nella seconda guerra mondiale. Prestava servizio presso il deposito del battaglione quando avvenne la firma dell'armistizio dell'8 settembre 1943 ed egli si sottrasse alla cattura da parte dei tedeschi per entrare nelle file della resistenza italiana in forza alla 43ª Divisione autonoma "Sergio de Vitis".
Aggregato poi alla brigata "Ferruccio Gallo", che guidò in molte azioni contro il nemico, con le funzioni di commissario di battaglione, è nominato sergente dal 1º ottobre 1943 e divenne tenente dal 1º gennaio 1944.
Molti furono i lutti che funestarono la sua famiglia durante la guerra. Il 25 luglio 1943, alla caduta del fascismo, il fratello Severino stava festeggiando insieme ad altri giovani alla casa littoria, dove fu ucciso da un colpo di rivoltella dal custode. Il fratello Vario morirà non ancora sedicenne nel maggio del 1945, per lo scoppio di una bomba a mano che aveva trovato. Il padre fu prelevato per rappresaglia, torturato, orribilmente straziato il 29 giugno del 1944 e gettato in una roggia tra Rivalta e Rivoli.
Gli unici maschi rimasti della famiglia erano lui e il fratello Arduino, che per fuggire alla cattura da parte dei tedeschi si rifugiarono nelle montagne della Val Sangone. Gli venne affidato un battaglione della Brigata partigiana "Ferruccio Gallo" Nell'agosto del 1944, dopo la morte del padre, le Brigate nere di Rivoli incendiarono la casa dove si trovava la madre, che quindi fu costretta a scappare nelle montagne e a raggiungere i figli.
Il 5 ottobre di quello stesso anno fu sorpreso con alcuni compagni presso l'abitato di Rivalta di Torino da una banda di repubblichini, che fecero fuoco uccidendo tre dei suoi compagni. Noncurante delle forze impari, egli ingaggiò lotta col nemico costringendolo a ripiegare. Gravemente ferito, riuscì a sfuggire alla cattura. Le ferite però gli furono fatali e morì all'ospedale di Giaveno tra le braccia della madre il 9 ottobre 1944. Con Decreto del Presidente della Repubblica in data 16 marzo 1956 fu insignito della medaglia d'oro al valor militare alla memoria.
La madre, Brigida Piol, si ritrovò senza casa, marito e con il solo figlio Arduino, che fu ucciso dai tedeschi qualche mese dopo alla Sacra di San Michele. Ad Agostino e fratelli sono dedicati una delle vie centrali di Rivoli (precedentemente chiamata "Via Maestra"), una piazzetta di Limana e un rifugio-museo sul Pian de le Femene. Brigida Piol morì nel 1990 e ai suoi funerali parteciparono commossi centinaia di abitanti di Rivoli.